# Jan van Laarhoven
Jan Thomas Johannes Adrianus van Laarhoven (Zevenbergen, 18 december 1945) is een Nederlands oud-roeier. Hij vertegenwoordigde Nederland eenmaal op de Olympische Spelen, maar won bij die gelegenheid geen medailles.
In 1968 maakte hij zijn olympisch debuut op de Spelen van Mexico-Stad. Bij het roeionderdeel acht met stuurman finishte hij in de B-finale in een tijd van 6.14,18 en moest hiermee genoegen nemen met een achtste plaats.
Laarhoven was in zijn actieve tijd aangesloten bij de Amsterdamse studentenroeivereniging ASR Nereus. Hij was student medicijnen en werd later huisarts. In 1970 huwde hij de schoonspringster Eljo Kuiler.

## Palmares

### roeien (acht met stuurman)
- 1968: 8e OS - 6.14,18

Maarten Kloosterman · 
Piet Bon · 
Eric Niehe · 
Jaap Reesink · 
Gee van Enst · 
Jan Steinhauser · 
Eric Wesdorp · 
Jan van Laarhoven · 
Arthur Koning (stuurman)